# Bitka za Dong Khe
Bitka za Dong Khe je potekala 18. septembra 1950. S to bitko so Vietnamci presekali RC.4. 

## Zgodovina
5. in 6. četa II. bataljona 3. tujskega pehotnega polka sta branili oporišče, ki je nadziralo del RC.4. 18. septembra 1950 je oporišče napadlo 5 bataljonov Viet Minha, ki so imeli močno artilerijsko podporo.
Obe francoski četi sta bili uničeni v spopadu.